# 华龙洞遗址
华龙洞遗址是中国更新世中晚期古人类遗址，位于中国安徽省池州市东至县尧渡镇梅源山南麓，发掘出“东至人”头骨化石。

## 历史
1988年底，当地汪村村民庞金木刨土时发现动物化石，上报后，安徽省文物考古研究所初步确认为第四纪哺乳动物化石地点。2006年安徽省文物考古研究所副研究员韩立刚主持第一次考古试掘。同年正式命名为华龙洞遗址。2014年、2015年、2018年、2024年，安徽省文物考古研究所与中国科学院古脊椎动物与古人类研究所合作，对华龙洞遗址进行四次大规模发掘，累计发现30余件古人类化石，百余件石器，40余种脊椎动物化石。2015年发掘出中国“发现的唯一同时保存有完整面部和下颌骨的中更新世晚期人类化石”，距今30万年左右，命名为“东至人”，又被称为“华龙洞人”。
2019年10月7日，华龙洞遗址成为第八批全国重点文物保护单位。2024年，东至县将原建新中学校址改建为“华龙洞遗址陈列馆”，陈列馆展出有华龙洞发掘的部分动物化石、东至人复原像等。